# Orgilus conflictanae
Orgilus conflictanae är en stekelart som beskrevs av Muesebeck 1970. Orgilus conflictanae ingår i släktet Orgilus och familjen bracksteklar. Inga underarter finns listade i Catalogue of Life.